# Xabier Etxebarria
Xabier Etxebarria Larrabide (Yurre, Vizcaya, 20 de julio de 1987) es un exfutbolista español que jugaba de defensa central.

## Trayectoria
Se formó en el club de su localidad natal, el CD Arratia. En 2005 se marchó al Indartsu, donde finalizó su etapa como juvenil. En 2006 se marchó a la SD Zamudio de División de Honor, donde logró el ascenso a Tercera División en 2007.
En julio de 2008 firmó por el Bilbao Athletic de Segunda B. Joaquín Caparrós se fijó en él y le hizo debutar en Primera División, con el Athletic Club, el 7 de diciembre de 2008 en un partido frente al Racing de Santander en El Sardinero (1-1). Además, fue titular el partido de vuelta de la final de la Supercopa de España de 2009 en el Camp Nou. Pasó cuatro temporadas en el filial rojiblanco, donde jugó más de 120 partidos y fue capitán.
Pasó dos años sin jugar, en los que estudió un máster de gestión deportiva y recorrió Inglaterra, Chile y Alemania.
En julio de 2014 se incorporó a la SD Amorebieta de Segunda B. En el club zornotzarra fue titular en 36 encuentros y anotó tres tantos.
Un año más tarde firmó una campaña con el Barakaldo CF de Segunda B. En enero de 2016 tuvo una lesión frente al Socuéllamos, cuando era indiscutible en las alineaciones. En julio de 2016 renovó su contrato con el equipo aurinegro. En su segunda campaña fue un fijo en el once titular e, incluso, anotó un doblete en un encuentro frente a la SD Amorebieta en el que jugó como delantero centro.
En junio de 2018 firmó un contrato de dos temporadas con la SD Leioa. Fue titular desde el comienzo de temporada, pero el 27 de octubre tuvo una grave lesión en el ligamento cruzado anterior de su rodilla en un encuentro frente al Oviedo Vetusta, que le apartó un año de los terrenos de juego. Continuó jugando el resto de la temporada 2019-20 como titular, por lo que en junio de 2020 renovó su contrato con la entidad lejonesa. En abril de 2022 hizo oficial su retirada como futbolista profesional.

## Clubes
| Club            | País   | Año       |
| --------------- | ------ | --------- |
| Zamudio S.D.    | España | 2006-2008 |
| Bilbao Athletic | España | 2008-2012 |
| SD Amorebieta   | España | 2014-2015 |
| Barakaldo C.F.  | España | 2015-2018 |
| S.D. Leioa      | España | 2018-2022 |

## Vida personal
Es hijo del histórico guardameta Francisco Javier Echevarría, que jugó principalmente en el RCD Espanyol, Real Murcia y el Sestao Sport.